# قرقره (روستا)
قِرقِره یا قُرقُره روستایی است در بخش مرزداران شهرستان سرخس، استان خراسان رضوی. بر اساس سرشماری سال ۱۳۸۵ جمعیت آن ۳۷ خانوار و ۱۴۵ نفر
است.
این روستا در ۹۵ کیلومتری جنوب غربی شهر سرخس و ۱۰ کیلومتری شمال غربی مزداوند (مزدوران) و در دامنه شمالی کوه‌های بزنگان قرار دارد. ارتفاع آن از سطح دریا ۱۰۰۰ متر و آب و هوای آن معتدل و خشک کوهستانی است.